# القناص: الشبح القرمزي
هنتر x هنتر: فانتوم روج (بالإنجليزية: Hunter × Hunter: Phantom Rouge)‏ هو فيلم أنمي تم إنتاجه في اليابان سنة 2013 .

## قصة الفيلم
تدور القصة حول كورابيكا في الأساس حيث تسرق عيناه من قبل «صانع الدمى الإلهية» و ينطلق جون وكيلوا و ليوريو للبحث عن العينين المسروقتين حيث أن صانع الدمى الإلهية يحتاج لإحياء الدمى التي يصنعها إلى عيني إنسان فتسرق عيني كورابيكا لأجل احياء بايرو ويلتقي جون وكيلوا في طريقهما ب ريتز التي تساعدهما في البحث عن صانع الدمى الذي هو في الحقيقة أخوها ويضحي جون بعينيه لأجل إيجاد عيني كورابيكا وينجح الأصدقاء في النهاية ويسترد كل من جون وكورابيكا عينيهما .

## أسرة العمل
- غون فريكس: ميغومي هان
- كيلوا زولديك: ماريا إيسي
- كورابيكا: ميوكي ساواشيرو
- ليوريو: كيجي فجيوارا
- هيسوكا: ناوهيتو فوجيكي
- Retz: أيا هيرانو
- Hisoka: دايسكي ناميكاوا
- إيلومي زولديك: ماسايا ماتسكازي
- Pyro: وميكا كاوهشيماء
- نوبوناغا: ناويا أتشيدا
- Machi: Rena Maeda
- Uvogin: أكيو أوتسكا
- Pakunoda: رومي باكو
- Franklin: هيدينوبو كيوتشي
- Feitan: كابيه ياماغتشي
- Chrollo Lucilfer: مامورو ميانو
- Shalnark: نوريكو هيداكا

## روابط خارجية
- القناص: الشبح القرمزي على موقع IMDb (الإنجليزية)
- القناص: الشبح القرمزي على موقع روتن توميتوز (الإنجليزية)
- القناص: الشبح القرمزي على موقع أول موفي (الإنجليزية)
- القناص: الشبح القرمزي على موقع فيلمافينيتي (الإسبانية)
- القناص: الشبح القرمزي على موقع قاعدة بيانات الفيلم (الإنجليزية)
- القناص: الشبح القرمزي على موقع ليتربوكسد (الإنجليزية)
- القناص: الشبح القرمزي على موقع كينوبويسك (الروسية)
- القناص: الشبح القرمزي على موقع ANN anime (الإنجليزية)